# Cystococcus echiniformis
Cystococcus echiniformis är en insektsart som beskrevs av Fuller 1897. Cystococcus echiniformis ingår i släktet Cystococcus och familjen filtsköldlöss. Inga underarter finns listade i Catalogue of Life.